# Arsarunia

Armenia en 150. Airarat se encuentra más al centro.

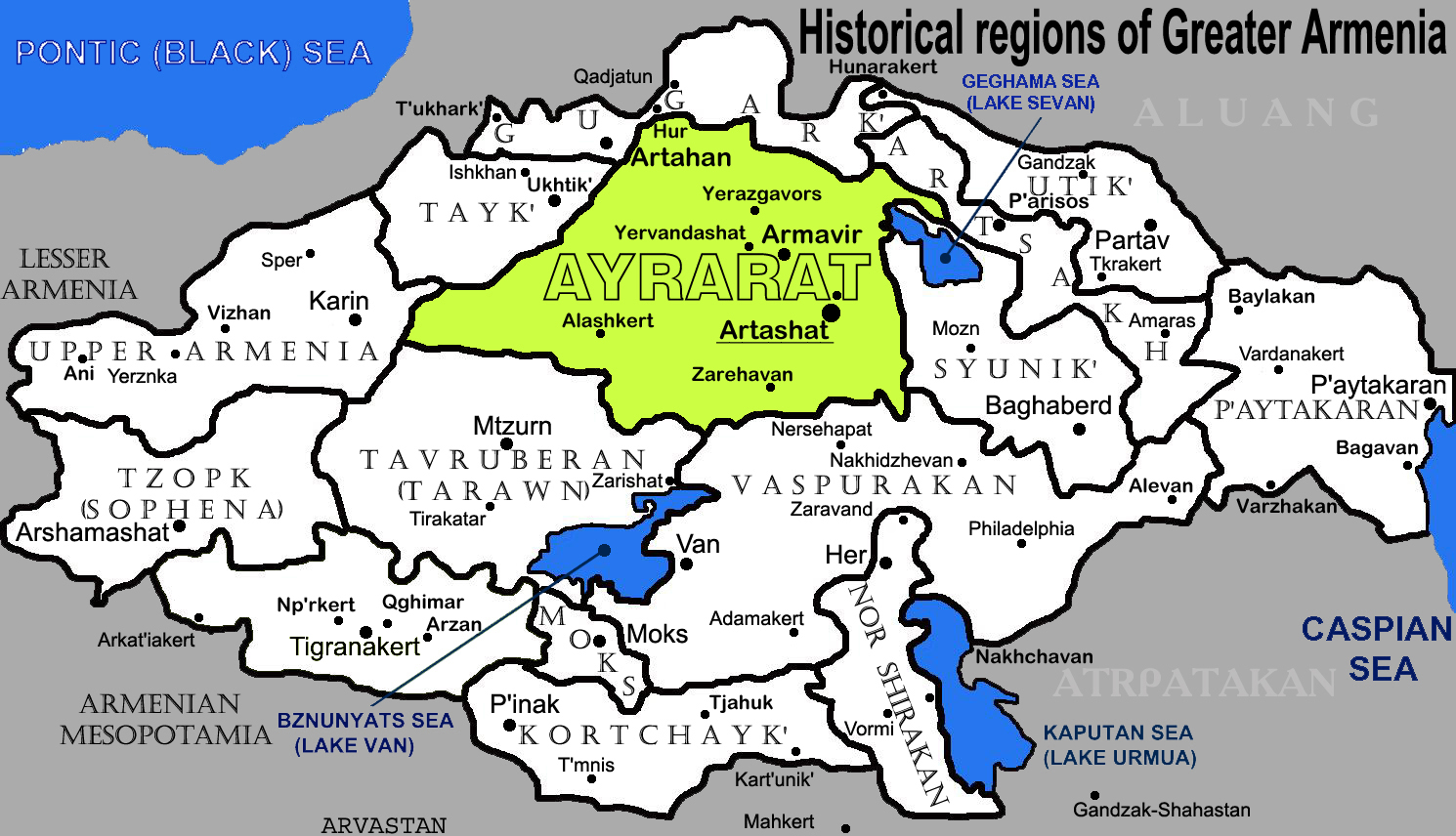
Ubicación de la histórica provincia de Airarat.

Arsarunia (nombre latino, en  armenio: Արշարունիք; transliterado: Arsharunik) fue un cantón de la provincia histórica de Airarat, Reino de Armenia. Era un territorio ancestral de los camsaracanos, también llamado Arxarunis. Comprendía Eruandaxata, capital de Armenia bajo la dinastía Oróntida, el ostano (territorio) de esa ciudad y las fortalezas de Bagauna y Artogerassa.
Ashot Msaker, utilizando la agitación en el Califato abasí con la muerte del califa Harún al-Rashid (r. 786–809) y la consiguiente Cuarta Fitna (811–813), expandió sus dominios y autoridad considerablemente al derrotar por dos veces a Jaaf de los jaáfidas en Taraunita y Arsarunia, adquiriendo Taraunita, Arsarunia y Siracena.